# Il était une fois une petite culotte
Pour les articles homonymes, voir Il était une fois.
Pour plus de détails, voir Fiche technique et Distribution.
Il était une fois une petite culotte (La cameriera) est une comédie érotique italienne réalisée par Roberto Bianchi Montero et sortie en 1974.

## Synopsis
La tranquillité provinciale est troublée par l'entrée d'une servante, Maria, une fille intelligente et séduisante de Vénétie, dans la maison du baron sicilien Ruggero Petralia, veuf d'une danseuse française. Objet d'attentions insistantes, la servante enflamme les hommes du village de Taurisano, y compris son employeur et le fils de celui-ci Massimino, qui ont des principes solides et des règles strictes sur l'intégrité physique de sa fille et de sa sœur Cristina, mais qui sont libéraux avec toutes les autres femmes.
Le père et le fils se disputent le corps de la servante Marietta, qui est déjà occupée, mais qui semble seulement conciliante à leurs attentions.
Pendant ce temps, le mafioso parvenu Don Gaetano Calamarà arrive de Brooklyn, accompagné de sa femme Rosalia et de Connie, prêt à jeter son argent par les fenêtres dans son pays natal. Mais les émotions que lui causent la vision de ses paysages d'enfance lui procurent une crise cardiaque et Don Gaetano meurt sur le coup. L'arrivée inattendue de Don Gaetano dans un cercueil surprend le baron qui a organisé les festivités sur la place, même si la nouvelle de son retour par câble l'a fortement contrarié.
Les deux femmes, intéressées et pas du tout chagrinées, veulent faire toute la lumière sur les biens administrés par le baron à la place de son parrain américano-sicilien, aujourd'hui disparu.
Le baron demande à Rosalia d'être son épouse, se libérant ainsi de la nécessité d'apporter à la veuve d'autres éclaircissements d'ordre financier. Parallèlement, après un voyage à Gallipoli, le fils tombe amoureux de Connie et décide de l'épouser. L'absence de scrupules de Connie, à la vertu facile, risque de faire capoter les plans : le baron est victime d'un chantage de la part de la jeune fille, qui lui ordonne de taire sa conduite morale s'il ne veut pas que la jeune fille dénonce les divers manques d'argent qu'il a causés aux Calamaras. Le noble est alors la proie d'un accident ischémique transitoire. Finalement, le double mariage des propriétaires a lieu, tandis que la servante bien-aimée est obligée de partir avec son compagnon.

## Fiche technique
- Titre original italien  : La cameriera[1]
- Titre français : Il était une fois une petite culotte ou Une petite culotte mouillée ou Une petite culotte ou Une petite culotte pour l'été[2]
- Réalisateur : Roberto Bianchi Montero
- Scénario : Roberto Bianchi Montero, Adriano Asti, Delia La Bruna
- Photographie : Mario Mancini (it)
- Montage : Carlo Reali
- Musique : Alberto Baldan Bembo (it)
- Costumes : Osanna Guardini
- Maquillage : Emilio Trani
- Production : Angelo Faccenna
- Société de production : Nais Film
- Pays de production :  Italie
- Langue originale : italien
- Format : Couleurs
- Durée : 90 minutes
- Genre : Comédie érotique italienne
- Dates de sortie :
  - Italie : 2 novembre 1974
  - France : 16 avril 1980

## Distribution
- Daniela Giordano : Marietta Lorenzon
- Enzo Monteduro (it) : Massimino Petralia
- Anna Melita (it) : Concettina Calamarà, dite Connie
- Carla Calò : Rosalia Calamarà
- Giacomo Furia : le médecin
- Mario Colli : le baron Ruggero Petralia
- Massimiliano Troiani :
- Rosemarie Lindt : Yvette, l'épouse du baron
- Annamaria Tornello : Cristina Petralia
- Pina Pietronigro :